# Малышев, Пётр Фёдорович
Пётр Фёдорович Малышев (28 августа 1898 года, деревня Селезнёво, Переславский уезд, Владимирская губерния — 10 декабря 1972 года, Москва) — советский военный деятель, Генерал-лейтенант (17 ноября 1943 года).

## Биография
Пётр Фёдорович Малышев родился 28 августа 1898 года в деревне Селезнево ныне Переславского района Ярославской области.

### Первая мировая и гражданская войны
В 1914 году был призван в ряды Русской императорской армии.
Принимал участие в Первой мировой войне на Северо-Западном фронте, где командовал взводом.
В 1917 году окончил Военную школу прапорщиков.
С 1919 года служил в рядах РККА. Во время Гражданской войны Малышев служил на должности начальника пулемётной команды на Восточном, Южном и Западном фронтах. В 1920 году за боевые отличия был награждён орденом Красного Знамени.

### Межвоенное время
В 1923 году окончил курсы командного состава (комсостава) «Выстрел», после чего до 1924 года командовал батальоном, затем 1926 по 1927 годы служил на должности помощника командира полка по материально-техническому обеспечению и командира стрелкового полка.
С 1926 по 1927 годы Малышев принимал участие в боях против вооружённых формирований на Украине.
В 1930 году закончил повторно курсы комсостава «Выстрел», а в 1935 году — заочно Военную академию им. М. В. Фрунзе
В 1937 году Пётр Фёдорович Малышев был арестован и до 1940 года находился под следствием. В феврале 1940 года был восстановлен в РККА и зачислен в распоряжение Управления по начсоставу Красной Армии.
В апреле 1940 года был назначен на должность заместителя командира 64-й стрелковой дивизии.

### Великая Отечественная война

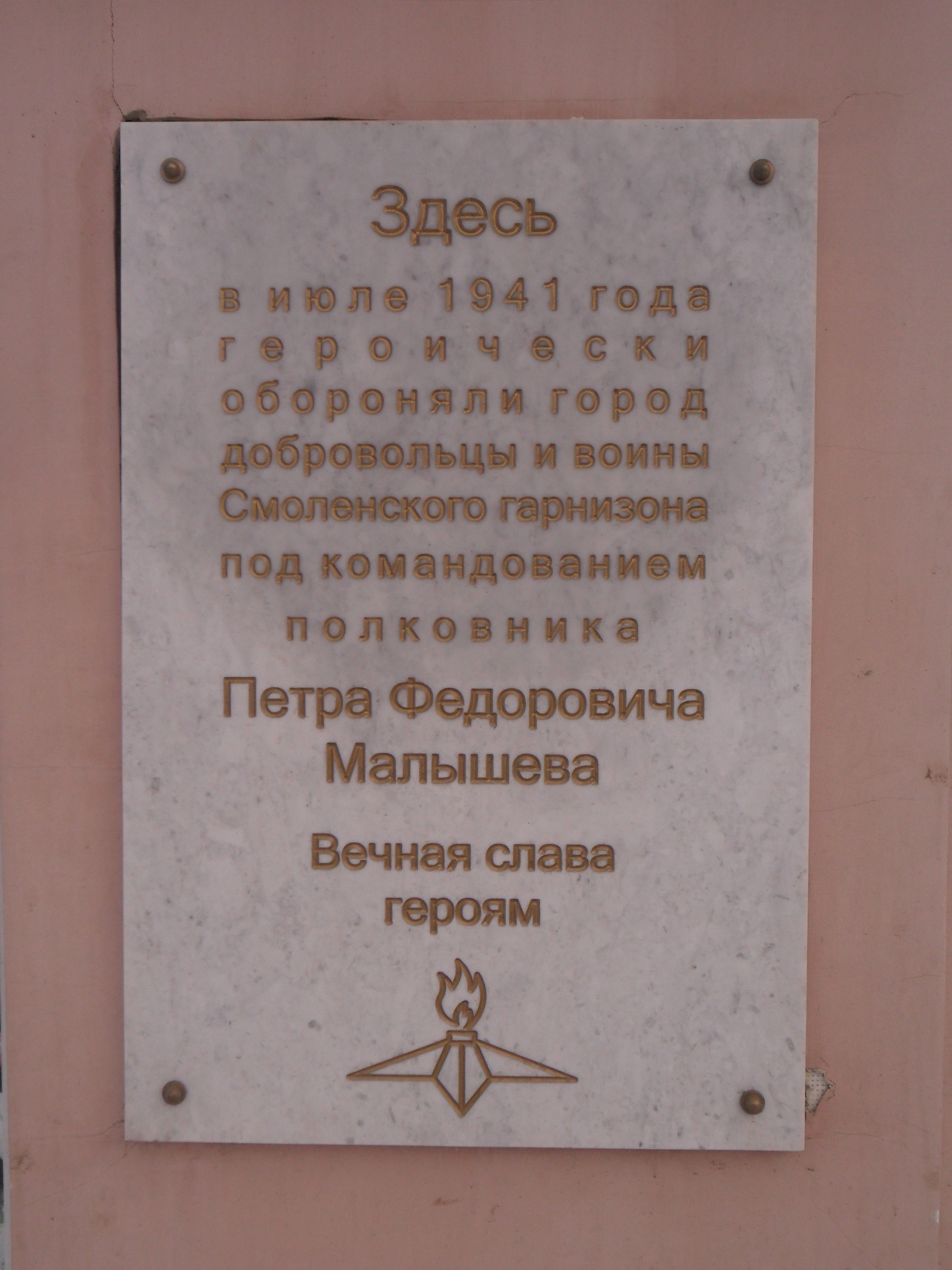
Мемориальная доска на месте боёв 1941 года на улице Большой Краснофлотской в Смоленске.

В июне 1941 года Пётр Фёдорович Малышев был назначен на должность командира 3-й запасной стрелковой бригадой, а в июле 1941 года — на должность командира 64-й стрелковой дивизии, но дивизию не принял. Являясь военным комендантом Смоленского гарнизона, имел задачу обороны Смоленска. После выхода к городу 2-й танковой группы противника под командованием Гудериана, Малышев, не имея в распоряжении необходимых ресурсов для обороны города, а также связи с вышестоящим командованием, приказал взорвать автомобильный и железнодорожный мосты через Днепр в черте города, что задержало выход противника на Москву на два месяца, в течение которых шло Смоленское сражение. За несанкционированный взрыв мостов Малышев до марта 1942 года находился под следствием, но был освобождён за отсутствием состава преступления.
В апреле был назначен на должность командира 217-й стрелковой дивизии, а в октябре 1942 года — на должность заместителя командующего 16-й армией, которая вела оборонительные бои в районе города Сухиничи.
В 1943 году вступил в ряды ВКП(б).
В мае 1943 года был назначен на должность командира 8-го гвардейского стрелкового корпуса. В составе 11-й гвардейской армии корпус под командованием Петра Фёдоровича Малышева принимал участие в Орловской, Брянской и Городокской наступательных операциях и освобождении городов Карачев, Городок.
В декабре 1943 года был назначен на должность командующего 4-й ударной армией, которая к концу 1943 года вышла в район северо-западнее Витебска, где перешла к обороне. Летом 1944 года армия принимала участие в операции «Багратион». Особенно проявились высокие командирские качества Петра Фёдоровича Малышева в ходе Полоцкой наступательной операции. Армия, действуя на главном направлении 1-го Прибалтийского фронта, прорвала укреплённую оборону противника, разгромив часть сил 16-й армии и выйдя в район северо-западнее Полоцка. Во второй половине 1944 года армия принимала участие в Режицко-Двинской, Рижской и Мемельской наступательных операциях, после чего участвовала в блокаде группы армий «Север», 26 января 1945 года преобразованной в группу армий «Курляндия». В конце января — начале февраля 1945 года силами армии с частями усиления была проведена фронтовая наступательная операция по разгрому группировки противника в районе Клайпеды.
Пётр Фёдорович в рядах сводного полка Ленинградского фронта принял участие 24 июня 1945 года в Параде Победы на Красной площади.

### Послевоенная карьера
В 1947 году Малышев закончил высшие академические курсы при Высшей военной академии имени К. Е. Ворошилова, после чего служил на должностях помощника командующего войсками и начальника штаба Белорусского военного округа (1948—1950 годы), первого заместителя командующего войсками Восточно-Сибирского военного округа (1950—1953 годы), начальника штаба Южно-Уральского военного округа (1954—1955 годы) и заместителя командующего войсками Приволжского военного округа по противовоздушной обороне (ПВО) (1955—1958 годы).
В 1959 году Пётр Фёдорович Малышев вышел в отставку. Умер 10 декабря 1972 года в Москве. Похоронен на Востряковском кладбище.

## Награды
- Два ордена Ленина (27.08.1943, 21.02.1945);
- Три ордена Красного Знамени (1920, 3.11.1944, 20.06.1949);
- Орден Кутузова 1-й степени (30.07.1944);
- Два ордена Суворова 2-й степени (9.04.1943, 26.07.1944);
- Орден Красной Звезды (21.10.1968);
- Медали, в том числе медаль «XX лет РККА»;

Иностранные награды
- Командор Ордена Британской Империи (Великобритания, 1944)[2]

## Воинские звания

Могила Малышева на Востряковоском кладбище Москвы.

- полковник (24.12.1935);
- генерал-майор (14.10.1942);
- генерал-лейтенант (17.11.1943).

## В воспоминаниях современников
4-й ударной армией командовал генерал-лейтенант П. Ф. Малышев. Он обладал большой проницательностью, волей и железным упорством в достижении поставленной цели. Участвуя в боях с лета 1941 года , Малышев испытал отчаянье окружений и горечь отступления. Не раз находился на волосок от гибели и даже, будучи комендантом Смоленска, едва не был по недоразумению расстрелян своими же после падения города. Но к счастью, удалось избежать этой роковой ошибки. Пётр Фёдорович блестяще проявил свои военные способности в последующих сражениях.
— Герой Советского Союза  Маршал Советского Союза  Баграмян И.Х.  Так  шли мы к победе. -  М: Воениздат, 1977.- С.302.

## Память
- Мемориальная доска на улице Большой Краснофлотской, в городе Смоленск.
- В фильме «Война на западном направлении» роль Малышева исполнил Геннадий Болотов.